# NGC 6547
NGC 6547 est une galaxie lenticulaire située dans la constellation d'Hercule. Sa vitesse par rapport au fond diffus cosmologique est de 4 280 ± 32 km/s, ce qui correspond à une distance de Hubble de 63,1 ± 4,4 Mpc (∼206 millions d'al). NGC 6547 a été découverte par l'astronome allemand Albert Marth en 1864.